# Vibrissina prospheryx
Vibrissina prospheryx là một loài ruồi trong họ Tachinidae.